# Un amore per sempre (film 1993)
Un amore per sempre (Star) è un film per la televisione del 1993 diretto da Michael Miller e interpretato da Jennie Garth e Craig Bierko. È tratto dal romanzo Star della scrittrice statunitense Danielle Steel.

## Trama
Crystal, dopo essere stata violentata dal marito della sorella, lascia il ranch dei suoi genitori per farsi una nuova vita e intraprendere la carriera di cantante. Ci riuscirà e incontrerà l'uomo misterioso che l'aveva corteggiata tanti anni prima: sarà colpo di fulmine.